# لويس إنريكي مونيوث
لويس إنريكي مونيوث (بالإسبانية: Luis Enrique Muñóz)‏ (21 يوليو 1988 في المكسيك - ) هو لاعب كرة قدم مكسيكي في مركز الدفاع. لعب مع سيرو بورتينيو ونادي بويبلا ونادي فيتوريا ونادي ليبرتاد.

## وصلات خارجية
- لويس إنريكي مونيوث على موقع قاعدة بيانات كرة القدم.إي يو (الإنجليزية)
- لويس إنريكي مونيوث على موقع Soccerway.com (الإنجليزية)